# Cantharis gemina
Cantharis gemina is een keversoort uit de familie soldaatjes (Cantharidae). De wetenschappelijke naam van de soort werd in 1974 gepubliceerd door Dahlgren.